# Lose You to Love Me
Lose You to Love Me è un singolo della cantante statunitense Selena Gomez, pubblicato il 23 ottobre 2019 come primo estratto dal terzo album in studio Rare.
Realizzata con i compositori Julia Michaels e Justin Tranter, che già da anni collaboravano con l'artista, e con i produttori Mattman & Robin e Finneas O'Connell, la canzone si configura come una ballata pop incentrata sull'amore verso sé stessi, in cui la voce della cantante è accompagnata da un coro, un pianoforte e strumenti ad arco.
Il brano è stato accolto positivamente dai critici musicali e ha goduto di un grande successo commerciale, raggiungendo la top ten delle classifiche di ventotto paesi (fra cui Australia, Belgio, Germania, Malaysia, Nuova Zelanda, Paesi Bassi, Norvegia, Regno Unito, Singapore, Svezia e Svizzera) e regalando alla cantante la sua prima numero uno nella Billboard Hot 100 statunitense, nonché i suoi migliori piazzamenti in vari mercati. È stato certificato inoltre disco d'oro o di platino in sedici stati e, negli USA, dove ha venduto più di tre milioni di unità, triplo disco di platino.
Lose You to Love Me è stata promossa attraverso un video musicale, in bianco e nero girato da Sophie Muller interamente su iPhone 11 Pro, e con un'esibizione dal vivo agli American Music Awards 2019, la prima in più di due anni per l'artista. Infine, è stata inserita nelle liste dei migliori pezzi dell'anno stilate da Vulture e Billboard, e ne è stata pubblicata la versione demo nel 2020 per celebrare il primo anniversario dell'uscita.

## Pubblicazione
Selena Gomez nell'aprile 2018 ha rivelato di star lavorando a nuova musica e il 18 ottobre 2019, tramite i suoi profili social, ha annunciato che il singolo Lose You to Love Me sarebbe uscito il 23 dello stesso mese. La sua pubblicazione è avvenuta sulle piattaforme digitali e sui servizi di streaming alle 6 del mattino del successivo 23 ottobre, ora italiana. Sono inoltre stati messi in commercio una musicassetta e un disco in vinile in edizione limitata contenenti Lose You to Love Me nel lato A e Look at Her Now nel lato B. All'interno dell'album Rare è stata inserita come quarta traccia nell'edizione originale e come seconda nella ristampa deluxe.
Il singolo è andato in rotazione radiofonica nel Regno Unito, dove la BBC Radio 1 l'ha scelto come canzone del weekend, dal 26 ottobre. Negli Stati Uniti invece i passaggi in radio sono iniziati nelle stazioni di adult contemporary music il 28 ottobre, mentre in quelle mainstream dal giorno seguente. Infine, la Universal Music ha scelto l'8 novembre come data per il debutto radiofonico italiano.
Il 2 ottobre 2020, in occasione dell'anniversario del primo anno di uscita, è stata pubblicata come singolo a sé stante la demo di Lose You to Love Me, descritta dalla redazione di Wonder Channel «adorabile ed essenziale».

## Descrizione

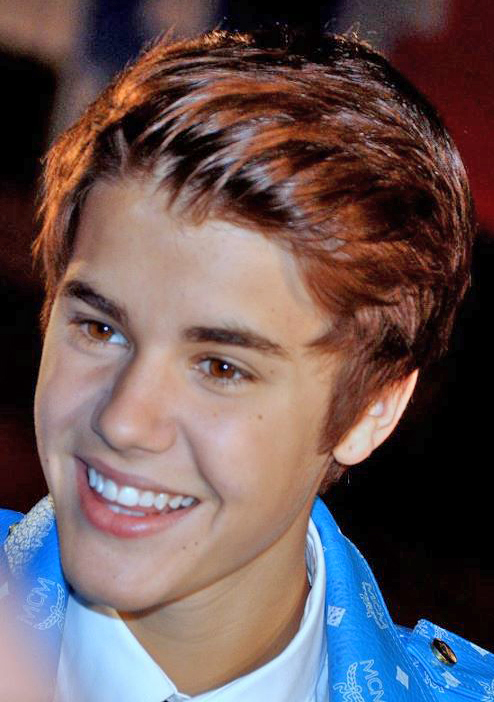
Justin Bieber (nel 2012), identificato da alcune pubblicazioni come il destinatario del testo della canzone

Lose You to Love Me è stata scritta da Gomez stessa con Julia Michaels, Justin Tranter, Mattias Larsson e Robin Fredriksson e prodotta da questi ultimi due (con l'assistenza di Finneas O'Connell). Tutti e quattro avevano già collaborato con la cantante in varie canzoni incluse nel suo album precedente Revival, del 2015.
La musica è stata composta in chiave di Mi maggiore e ha un tempo di 69 battiti per minuto. Per quanto riguarda il testo, durante un'intervista con Ryan Seacrest, l'artista ha affermato di averlo scritto circa un anno prima della realizzazione del brano: l'ispirazione proviene dagli avvenimenti nella sua vita privata nei quattro anni precedenti e il suo obiettivo era quello di condividere le sue esperienze personali, augurandosi che gli ascoltatori «si sentano speranzosi e sappiano che usciranno dalle proprie vicende negative più forti e migliori di prima». Descritta da Brittany Spanos del Rolling Stone come «un inno all'amore verso sé stessi», la lirica vede Gomez riflettere su come l'uscire da una relazione amorosa deleteria abbia migliorato la propria autostima. In particolare, nei primi versi descrive la propria abnegazione nel corso del rapporto, accusando l'ex di averle «promesso il mondo» senza aver mantenuto le proprie parole e pentendosi di averlo «messo al primo posto», fino ad arrivare alla conclusione che per poter finalmente amare sé stessa, come suggerisce il titolo, ha prima dovuto lasciare andare il suo amore. Alcune pubblicazioni, fra cui le riviste Seventeen e Bustle, hanno identificato la persona a cui si riferisce in seconda persona con Justin Bieber, il suo più noto ex fidanzato.
La stessa artista, in un'intervista per Vogue di marzo 2021, ha affermato di essere convinta che Lose You to Love Me sia la sua «miglior canzone in assoluto».

## Accoglienza
Lose You to Love Me è stata accolta favorevolmente dalla critica specializzata. Michelle Ruiz di Vogue l'ha definita «una ballata orecchiabile e potente che ognuno dovrebbe aggiungere alla propria playlist post-rottura». Secondo Mike Wass di Idolator, è «una commovente ballata che mette a nudo il cuore della cantante» e che funge da «dichiarazione di addio brutalmente onesta», mentre per Ruth Kinane di Entertainment Weekly rappresenta «un forte messaggio di riscoperta di sé stessi e di amore». Madeline Roth di MTV News l'ha descritta un pezzo «catartico», «puro ed emotivo», affermando che dimostra come l'interprete sia «in salute e felice». Craig Jenkins di Vulture ne ha apprezzato particolarmente il testo e la sua «forza silenziosa», affermando che «pone la cantante al centro dell'attenzione senza elementi di distrazione» e aggiungendo che «non è la tipica canzone post-rottura». Tim Sendra di AllMusic, recensendo Rare, ha scritto: «La canzone, e il disco in cui appare, segnano una svolta decisiva nella carriera [della cantante]. Mentre in passato era più concentrata su sentimenti disinvolti, su un pop giocoso e spumeggiante [...], ora sta scavando più a fondo e sondando la sua stessa vita e gli amori in modi più evidenti e rivelatori.»
Luca Mastinu di Optimagazine ha considerato la canzone «un canto liberatorio fatto di cori ancestrali e palpiti percussivi minimali, la giusta sessione ritmica che non deve infrangere le regole del riposo e dell’introspezione emozionale.» Vassilios Karagiannis di Ondarock invece l'ha trovata uno dei momenti più deboli dell'intero album: «Diretta al suo altrettanto celebre ex [...] non si allontana da nemmeno uno dei cliché della ballata contemporanea, tra accenni minimali di pianoforte, una linea melodica da accorata torch song, il taglio "confessionale" del testo, sospeso tra amarezza e speranza.»
La rivista Vulture l'ha definito il secondo miglior pezzo del 2019, mentre per Billboard è la ventitreesima migliore dell'anno. È stata inoltre candidata agli iHeartRadio Music Awards 2020 per il miglior testo e ai BreakTudo Awards 2020 in Brasile ha trionfato come migliore hit internazionale.

## Video musicale
Il video musicale di Lose You to Love Me è stato pubblicato tramite il canale YouTube-Vevo di Selena Gomez in concomitanza con la commercializzazione del brano. È stato diretto da Sophie Muller, con cui la cantante aveva già collaborato per la clip di Good for You nel 2015, ed è stato filmato con un iPhone 11 Pro come parte di una partnership con la Apple per la campagna #ShotOniPhone. Un making of del video contenente scene catturate fra una ripresa e l'altra e una breve intervista con la cantante è stato reso disponibile sul canale YouTube dell'artista il 4 novembre 2019.
Girato interamente in bianco e nero, il video è interamente focalizzato sulla cantante, seduta su una sedia e ripresa in primo piano per concentrare l'attenzione sulle espressioni del suo volto, e presenta numerosi zoom e dissolvenze. Chris Willman, scrivendo per la rivista Variety, ha affermato che in esso «Selena Gomez si cimenta in un esercizio da attrice che la vede allenarsi nel cambiare il suo stato d'animo repentinamente, apparendo a tratti affranta, stressata, distratta, arrabbiata, speranzosa e, infine, con un leggero sorriso che rappresenta il clou della clip, felice». Lo stesso autore l'ha paragonato inoltre a quello di The Heart Wants What It Wants (2014), notando che entrambi sono in bianco e nero e che hanno il volto della cantante come soggetto principale.
Il 13 gennaio 2020 è stato pubblicato un video ufficiale alternativo, sempre in bianco e nero, nel quale Selena Gomez, indossando un vestito bianco e un cardigan, interpreta la canzone mentre suona un pianoforte.

## Esibizione dal vivo

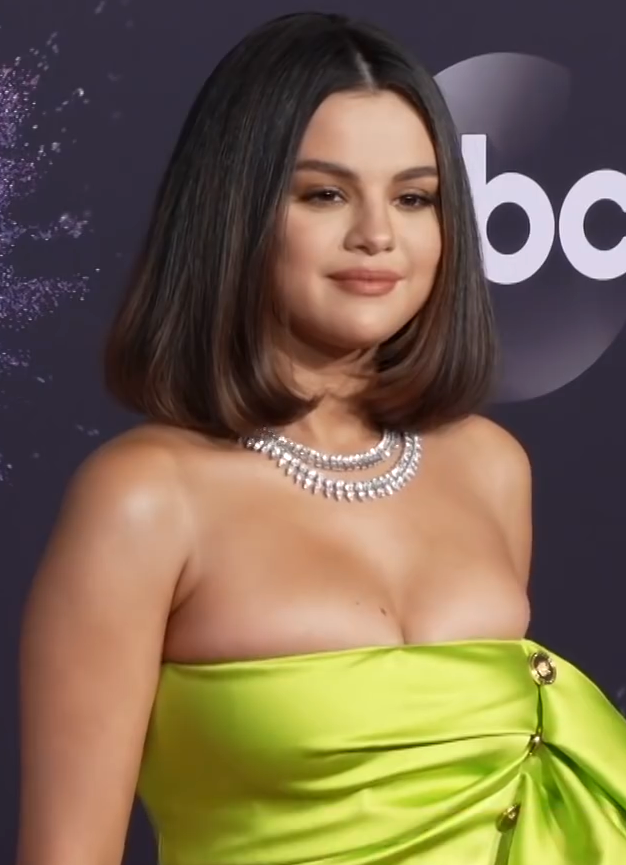
Selena Gomez al red carpet degli American Music Awards 2019, poco prima di esibirsi

Selena Gomez ha presentato Lose You to Love Me dal vivo per la prima volta il 24 novembre 2019 agli American Music Awards: si è trattata della sua prima performance pubblica in più di due anni. L'esibizione, che ha aperto la cerimonia, è stata inizialmente trasmessa in bianco e nero, con la cantante da sola sul palco; dopo il secondo ritornello tuttavia ha eseguito senza soluzione di continuità Look at Her Now (che invece è stata mandata a colori) con l'accompagnamento di alcuni ballerini. L'esibizione è stata aspramente criticata e definita da alcuni giornalisti «orribile», «penosa» e «stonata», particolarmente per quanto riguarda lo scarso impegno vocale nella prima parte. È stato successivamente confermato da un portavoce dell'artista che questa aveva sofferto di un attacco di panico poco prima di salire sul palco, tanto da aver caldeggiato l'idea di annullare l'esibizione all'ultimo minuto.

## Tracce
Testi e musica di Selena Gomez, Julia Michaels, Mattias Larsson, Robin Fredriksson e Justin Tranter, eccetto dove indicato.
Download digitale e streaming
1. Lose You to Love Me – 3:26

MC e 12"
1. Lose You to Love Me – 3:26
2. Look at Her Now – 2:42 (Gomez, Michaels, Tranter e Ian Kirkpatrick)

Lose You to Love Me (Demo Version)
1. Lose You to Love Me (Demo Version) – 3:39

## Formazione
Musicisti
- Selena Gomez – voce

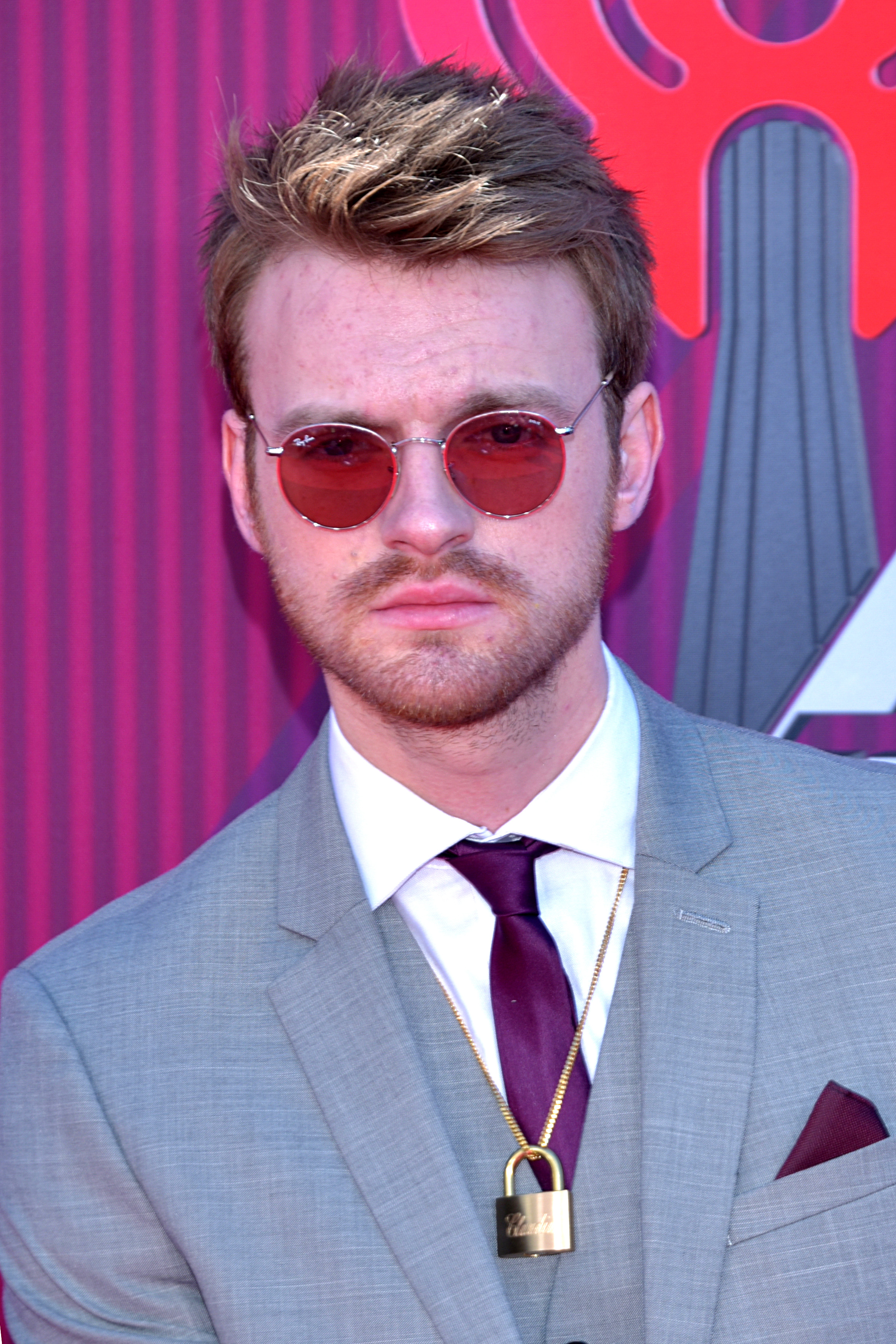
Finneas O'Connell, uno dei principali musicisti e produttore addizionale di Lose You to Love Me

- Mattman & Robin – cori, pianoforte, organo, programmazione, percussioni, sintetizzatore, strumenti ad arco, basso
- Finneas O'Connell – programmazione, percussioni, sintetizzatore, strumenti ad arco, basso
- Julia Michaels – cori
- Justin Tranter – cori
- Mattias Johansson – violino
- David Bukovinszky – violoncello
- Mattias Bylund – strumenti ad arco, arrangiamento strumenti ad arco

Produzione
- Mattman & Robin – produzione, produzione vocale, ingegneria del suono
- Finneas – produzione aggiuntiva
- Bart Schoudel – produzione vocale, ingegneria del suono
- Ryan Dulude – assistenza all'ingegneria del suono
- Gavin Finn – assistenza all'ingegneria del suono
- Șerban Ghenea – missaggio
- John Hanes – assistenza al missaggio
- Mattias Bylund – registrazione, montaggio vocale
- Chris Gehringer – mastering
- Will Quinnell – mastering

## Successo commerciale

### Stati Uniti e Canada
Considerato che quasi tutti gli enti che stilano le classifiche musicali nazionali contano come settimana il periodo che va dal venerdì al successivo giovedì, solo due giorni (23 e 24 ottobre) sono stati tenuti in conto per i primi ingressi in classifica di Lose You to Love Me. In due giorni il singolo è riuscito a debuttare al 15º posto nella Billboard Hot 100 statunitense; ha venduto 36 000 copie digitali, ponendosi in cima alla Digital Songs, e ha accumulato 15,3 milioni di riproduzioni in streaming, che gli hanno permesso di debuttare ventesimo nella Streaming Songs; ha inoltre totalizzato un'audience radiofonica di 14,1 milioni di ascoltatori.
Nella settimana successiva ha raggiunto la vetta della Hot 100, diventando la prima numero uno statunitense di Selena Gomez; è rimasta al primo posto nella classifica digitale con 39 000 download, è saltata alla vetta della classifica dello streaming con 38,8 milioni di riproduzioni e ha debuttato alla posizione 41º nella Radio Songs con 24,2 milioni di ascoltatori radiofonici. Nella sua terza settimana ha perso quattro posizioni nella Hot 100, scendendo al quinto posto e registrando cali nelle vendite e nelle riproduzioni in streaming, pur ottenendo il maggiore aumento di audience radiofonica fra tutti i brani in classifica. Ha raggiunto il suo picco radiofonico il 28 dicembre 2019, quando risultava la quinta canzone più ascoltata della settimana.
Ha trascorso in totale dieci settimane non consecutive in top ten e ventitré nella Hot 100, e il 28 agosto 2020, dieci mesi dopo la sua pubblicazione, è stata certificata triplo disco di platino dalla Recording Industry Association of America con oltre tre milioni di unità vendute a livello nazionale.
In Canada il singolo ha registrato un andamento in classifica simile a quello statunitense: ha debuttato al 15º posto della Billboard Canadian Hot 100 e ha toccato la cima nella seconda settimana, diventando anche in questo caso la prima numero uno di Selena Gomez. Dopo ventuno settimane di presenza, di cui sei non consecutive in top ten, il brano ha lasciato la classifica. La Music Canada l'ha certificato doppio disco di platino il 5 febbraio 2020 con più di 160 000 unità vendute su suolo canadese.

### Europa e Australia
Nel Regno Unito Lose You to Love Me ha debuttato alla 65ª posizione della Official Singles Chart con 7 569 unità di vendita accumulate nei primi due giorni. La settimana seguente ha venduto altre 38 742 unità e ha raggiunto il 3º posto, il miglior piazzamento per la cantante nel paese. È scesa di tre posizioni nella terza settimana, aggiungendo 31 665 unità di vendita al suo totale. Ha raggiunto la soglia del disco d'argento il 13 dicembre 2019, quella del disco d'oro il 14 febbraio 2020 e infine è stata certificata disco di platino dalla British Phonographic Industry il 14 agosto dello stesso anno, con più di 600 000 copie acquistate. In Irlanda, dopo aver debuttato alla 20ª posizione, è salita in vetta alla Irish Singles Chart nella sua seconda settimana, diventando la prima numero uno della cantante e superando la canzone sottostante più venduta di circa 500 unità.
Nel resto del continente europeo il singolo ha goduto di moderato successo, raggiungendo la top ten in diciotto paesi ma scendendo dalle classifiche relativamente in fretta, tanto che poche settimane dopo l'uscita di Rare era già uscito da quasi tutte le hit parade. In Italia ha debuttato al 24º posto e ha finito per totalizzare otto settimane fra le prime cento posizioni; la Federazione Industria Musicale Italiana gli ha assegnato un disco d'oro il 24 agosto 2020, per certificare le 35 000 unità vendute nel paese. Nel corso del 2020 è stato certificato disco d'oro anche in Austria, Belgio, Finlandia, Francia e Spagna. Gli altri dischi di platino europei oltre a quello britannico dalla IFPI Danmark in Danimarca per le 90 000 unità vendute, dalla IFPI Norge in Norvegia in certificazione a 120 000 vendite, dalla Związek Producentów Audio-Video in Polonia, dove sono state acquistate più di 40 000 copie, dalla Associação Fonográfica Portuguesa in Portogallo, grazie alle 10 000 unità vendute, e dalla IFPI Sverige per le 80 000 unità ammassate in Svezia.
In Australia ha debuttato alla 2ª posizione, diventando la sesta top ten di Selena Gomez e il suo piazzamento più alto mai raggiunto. Ha trascorso 16 settimane in top fifty ed è stata certificata doppio disco di platino dall'Australian Recording Industry Association per aver superato il limite delle 140 000 copie acquistate. Ha poi goduto di un certo successo radiofonico: dopo il suo ingresso nella classifica dell'airplay al 28º posto, la settimana successiva ha registrato il maggior incremento di passaggi, salendo alla 17ª posizione. Ha infine raggiunto il suo picco al 15º posto due settimane dopo, nella classifica del 21 novembre 2019.

## Classifiche

### Classifiche settimanali
| Classifica (2019-20)  | Posizione massima |
| --------------------- | ----------------- |
| Argentina             | 60                |
| Australia             | 2                 |
| Austria               | 3                 |
| Belgio (Fiandre)      | 7                 |
| Belgio (Vallonia)     | 27                |
| Canada                | 1                 |
| Colombia              | 14                |
| Corea del Sud         | 87                |
| Costa Rica            | 12                |
| Croazia               | 18                |
| Danimarca             | 8                 |
| Estonia               | 2                 |
| Finlandia             | 6                 |
| Francia               | 32                |
| Germania              | 7                 |
| Grecia                | 2                 |
| Irlanda               | 1                 |
| Islanda               | 9                 |
| Italia                | 24                |
| Lettonia              | 2                 |
| Libano                | 8                 |
| Lituania              | 2                 |
| Malaysia              | 2                 |
| Messico               | 2                 |
| Norvegia              | 2                 |
| Nuova Zelanda         | 2                 |
| Paesi Bassi           | 10                |
| Portogallo            | 4                 |
| Regno Unito           | 3                 |
| Repubblica Ceca       | 2                 |
| Repubblica Dominicana | 44                |
| Singapore             | 2                 |
| Slovacchia            | 2                 |
| Slovenia              | 19                |
| Spagna                | 19                |
| Stati Uniti           | 1                 |
| Svezia                | 6                 |
| Svizzera              | 2                 |
| Ungheria              | 2                 |

### Classifiche di fine anno
| Classifica (2019) | Posizione |
| ----------------- | --------- |
| Austria           | 75        |
| Portogallo        | 205       |
| Ungheria          | 46        |
| Classifica (2020) | Posizione |
| Belgio (Fiandre)  | 52        |
| Canada            | 38        |
| Islanda           | 49        |
| Portogallo        | 138       |
| Regno Unito       | 89        |
| Stati Uniti       | 30        |
| Ungheria          | 98        |

## Date di pubblicazione
| Area        | Data            | Formato                               | Etichetta             | Nota                    |
| ----------- | --------------- | ------------------------------------- | --------------------- | ----------------------- |
| Mondo       | 23 ottobre 2019 | MC, 12", download digitale, streaming | Interscope Records    | [ 4 ] [ 5 ] [ 6 ] [ 7 ] |
| Regno Unito | 26 ottobre 2019 | Contemporary hit radio                | Polydor Records       | [ 31 ]                  |
| Stati Uniti | 28 ottobre 2019 | Adult contemporary radio              | Interscope Records    | [ 32 ]                  |
| Stati Uniti | 29 ottobre 2019 | Contemporary hit radio                | Interscope Records    | [ 33 ]                  |
| Italia      | 8 novembre 2019 | Contemporary hit radio                | Universal Music Group | [ 34 ]                  |